# Musée de la seconde guerre mondiale Roger Bellon
Le musée de la Seconde Guerre mondiale Roger Bellon est musée privé consacré à la Seconde Guerre mondiale. Créé par Roger Bellon depuis les années 1960.
Situé à Conlie dans la Sarthe il est situé  près des combats menés en août 1944 par la 2e Division Blindée du général Leclerc aux abords de Fyé.
Près de 450 m2, 2 000 pièces authentiques et 110 mannequins en uniformes évoquent les acteurs et événements de la Seconde Guerre mondiale.
Le musée de Conlie fait partie, avec les musées d’Arromanches et de Sainte-Mère-Église des trois plus importants musées de France,